# Лебедев, Константин Константинович

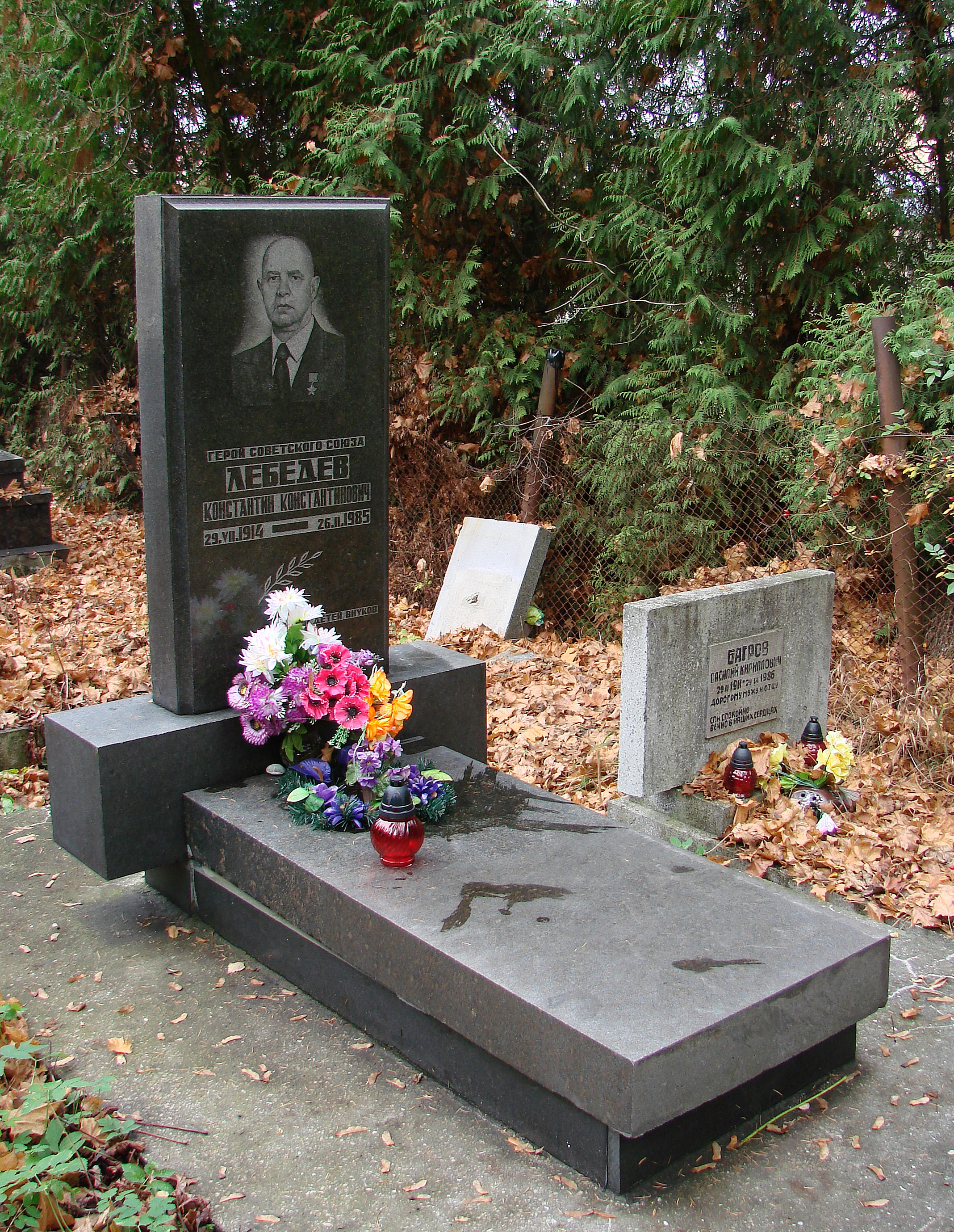

Константин Константинович Лебедев (1914—1985) — полковник Советской Армии, участник Великой Отечественной войны, Герой Советского Союза (1943).

## Биография
Константин Лебедев родился 29 июля 1914 года в Санкт-Петербурге. Окончив школу, работал учеником столяра, модельщиком. Позднее учился на рабфаке. В октябре 1933 года Лебедев добровольно пошёл на службу в Рабоче-крестьянскую Красную Армию. В 1935 году он окончил Ленинградское военно-инженерное училище, в 1938 году — Ленинградское военно-политическое училище. С августа 1941 года — на фронтах Великой Отечественной войны. В 1943 году Лебедев окончил курсы «Выстрел».
К октябрю 1943 года гвардии подполковник Константин Лебедев командовал 646-м стрелковым полком 152-й стрелковой дивизии 46-й армии 3-го Украинского фронта. Отличился во время битвы за Днепр. 19-21 октября 1943 года полк Лебедева переправился через Днепр в районе Днепропетровска и прорвал вражескую оборону, освободив населённый пункт Диевка-2, а затем принял активное участие в освобождении Днепропетровска.
Указом Президиума Верховного Совета СССР от 1 ноября 1943 года за «успешное форсирование реки Днепр, прочное закрепление плацдарма на западном берегу реки Днепр и проявленные при этом отвагу и геройство» гвардии подполковник Константин Лебедев был удостоен высокого звания Героя Советского Союза с вручением ордена Ленина и медали «Золотая Звезда».
После окончания войны Лебедев продолжил службу в Советской Армии. В октябре 1947 года он был арестован по обвинению к хищении денежных средств и в декабре 1948 года приговорён к 10 годам исправительно-трудовых лагерей.
Указом Президиума Верховного Совета СССР от 7 февраля 1951 года за «проступки, порочащие звание орденоносца» Константин Лебедев был лишен всех званий и наград.
Освободившись из заключения, Лебедев вернулся во Львов, где работал на керамическом заводе. Указом Президиума Верховного Совета СССР от 22 августа 1955 года восстановлен в звании Героя Советского Союза и в правах на награды. Умер 26 февраля 1985 года.
Похоронен на Лычаковском кладбище.

## Награды и звания
- Звание Герой Советского Союза. Указ Президиума Верховного Совета СССР от 1 ноября 1943 года:
  - орден Ленина № 16171,
  - медаль «Золотая Звезда» № 1953.
- Орден Красного Знамени. Приказ Военного совета 28-й армии № 30/н от 30 июня 1944 года.
- Орден Отечественной войны I степени. Приказ Военного совета Западного фронта № 37 от 11 января 1943 года.
- Орден Красной Звезды. Приказ Военного совета 1-й гвардейской армии № 0235 от 22 августа 1943 года.
- Медаль «За победу над Германией в Великой Отечественной войне 1941—1945 гг.». Указ Президиума Верховного Совета СССР от 9 мая 1945 года.
- Медали СССР[1].